# Port Royal (Canada)
Port Royal è una piccola comunità rurale nella parte occidentale della provincia canadese della Nuova Scozia.
Si trova sulla riva nord del Bacino di Annapolis, un sub-bacino della Baia di Fundy, vicino alla cittadina di Annapolis Royal.

## Storia
Port Royal fu tra i primi insediamenti permanenti europei in Nord America a nord della Florida, essendo stato fondato nel 1605 da Pierre Dugua, Sieur de Monts e Samuel de Champlain. 
De Monts fece costruire gli edifici di Port-Royal in sostituzione del tentativo di colonizzazione dell'Ile Ste. Croix ad opera di Champlain sul confine degli odierni Maine e Nuovo Brunswick. L'insediamento dell'Ile Ste. Croix era fallito a causa della mancanza di cibo, acqua e legname. 
Gli edifici iniziali vennero bruciati nel 1613 da un'invasione inglese guidata da Samuel Argall. In seguito a questo evento i coloni si spostarono nella vicina Annapolis Royal.